# Humbucker
Estrutura do humbucker.
O chamado "humbucker" é uma variedade de captador para guitarras e baixos elétricas, permitindo melhorar a captação de som sem os ruídos até então registrados.
Ao final da década de 1940 a tradicional fabricante de instrumentos musicais Gibson já possuía grande reputação por suas guitarras e também pelos seus captadores P-90. No início da década seguinte, o então presidente da empresa, Ted McCarty, contratou dois engenheiros para o desenvolvimento de um tipo de captação que não produzisse ruído.
Seth Lover e Walt Fuller apresentaram, em 1955, um novo tipo de captador: duas bobinas que, quando ligadas em paralelo, ou fora de fase, cancelavam (buck) os ruídos (hum), dando origem ao nome humbucker.
Esse equipamento e muito usado por bandas de rock e metal como Iron Maiden, AC/DC, entre outras, esse equipamento quando ligado a um amplificador com Overdrive produz uma espécie de distorção bem pesada.
|               |                                                                                      | |
| Humbucker PAF | Captador humbucker (esq.) e dois captadores simples (dir.) em uma guitarra elétrica. | Humbucker coaxial ("stacked" = empilhado) com formato e dimensões semelhantes a de um captador single coil. |